# Aichtal
Aichtal város Németországban, Baden-Württemberg tartományban fekszik. Lakossága 9 545 fő.

## Története
Egy reform 1975-ben fogadta el Grötzingen, Aich és Neuenhaus egyesítését, úgy a mai Aichtal jött létre.

## Testvérvárosok
- Sümeg
- Ligny-en-Barrois